# Saint-Laurent-en-Royans
Saint-Laurent-en-Royans ist eine französische Gemeinde mit 1.383 Einwohnern (Stand: 1. Januar 2022) im Département Drôme in der Region Auvergne-Rhône-Alpes. Sie gehört zum Arrondissement Valence und zum Kanton Vercors-Monts du Matin. Die Einwohner werden Saint-Laurentinois genannt.

## Geographie
Saint-Laurent-en-Royans liegt etwa 37 Kilometer ostsüdöstlich von Grenoble. Das Gemeindegebiet gehört zum Regionalen Naturpark Vercors. Umgeben wird Saint-Laurent-en-Royans von den Nachbargemeinden Auberives-en-Royans im Norden, Sainte-Eulalie-en-Royans im Norden und Nordosten, Échevis im Nordosten und Osten, La Chapelle-en-Vercors im Osten und Südosten, Bouvante im Süden, Saint-Jean-en-Royans im Westen sowie Saint-Thomas-en-Royans im Nordwesten.

## Bevölkerungsentwicklung
| Jahr                       | 1962 | 1968 | 1975 | 1982 | 1990 | 1999 | 2006 | 2013 | 2019 |
| -------------------------- | ---- | ---- | ---- | ---- | ---- | ---- | ---- | ---- | ---- |
| Einwohner                  | 864  | 1032 | 1110 | 1137 | 1330 | 1218 | 1315 | 1348 | 1419 |
| Quellen: Cassini und INSEE |      |      |      |      |      |      |      |      |      |

## Sehenswürdigkeiten
- Orthodoxes Kloster Saint-Antoine-le-Grand
- Schloss La Bâtie aus dem 14. Jahrhundert

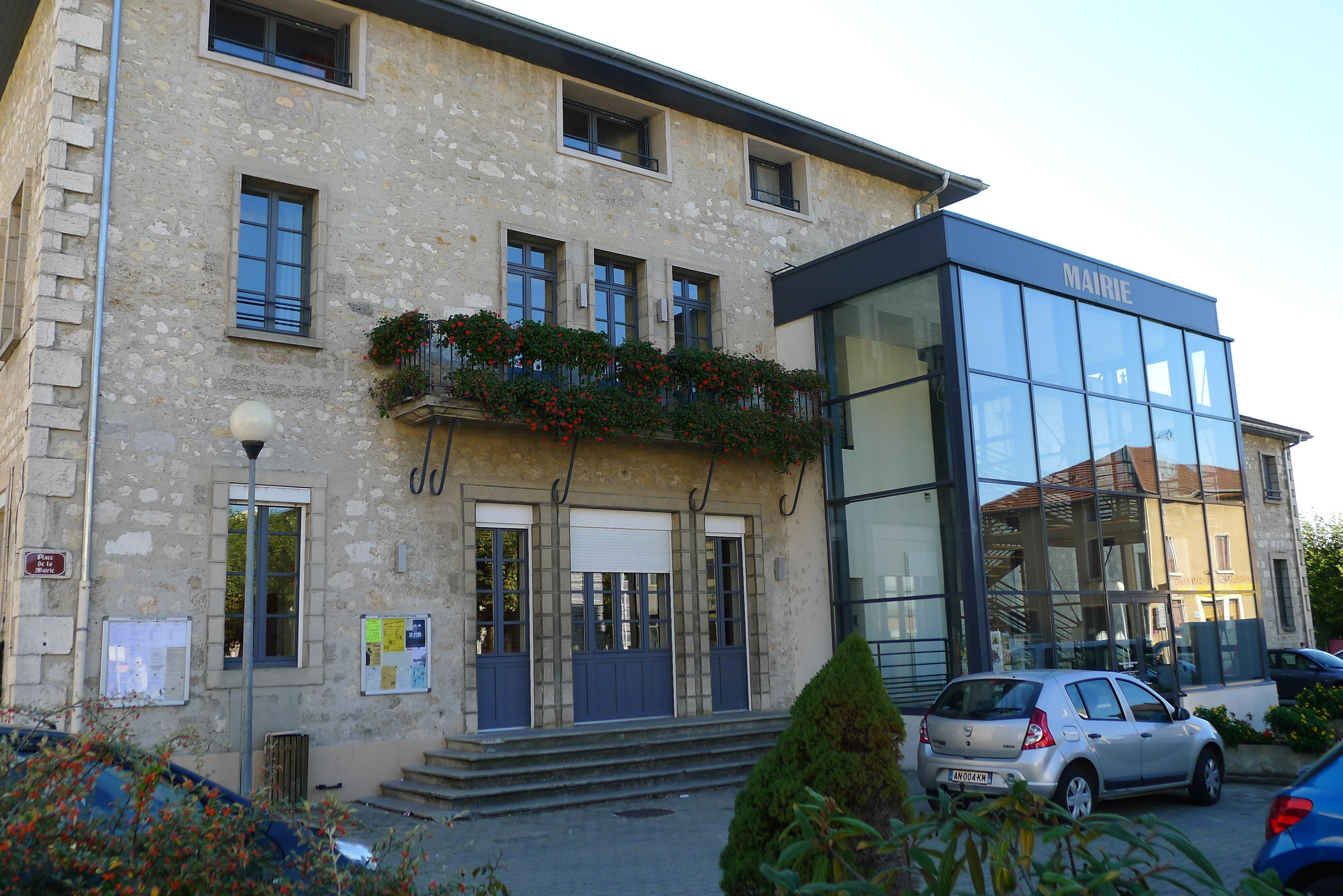
Rathaus (Mairie) von Saint-Laurent-en-Royans
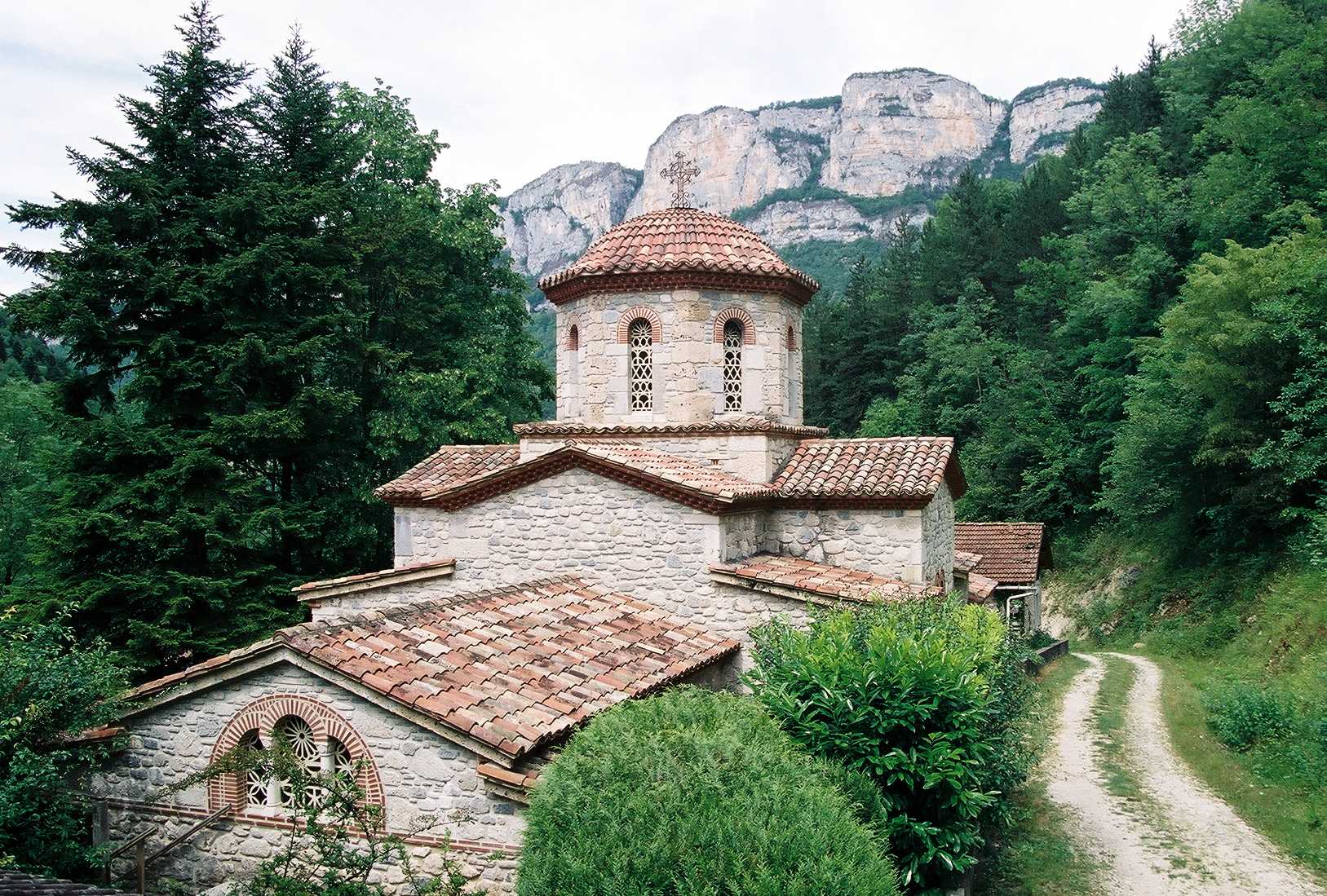
Orthodoxes Kloster Saint-Antoine-le-Grand